# Kenworth
Die Kenworth Truck Company wurde 1923 von Frederick Kent und Edgar Worthington in Seattle (USA) gegründet.

## Das Unternehmen
Das Unternehmen ging hierbei aus der Gersix Manufacturing Company hervor, die Edgar Worthington bereits um 1900 in Seattle gegründet hatte. Kenworth ist noch heute einer der bedeutendsten Lkw-Hersteller in den USA.
1933 stellte Kenworth den ersten amerikanischen Lkw mit Dieselmotor vor.
Nach dem Tod des Geschäftsführers 1944 kaufte Paccar Inc. die Marke Kenworth, die seitdem eine Tochtergesellschaft ist.
Bekannteste Typen sind der W900 (Conventional), der T600/T2000 (Anteater) und der K100 (Cabover).

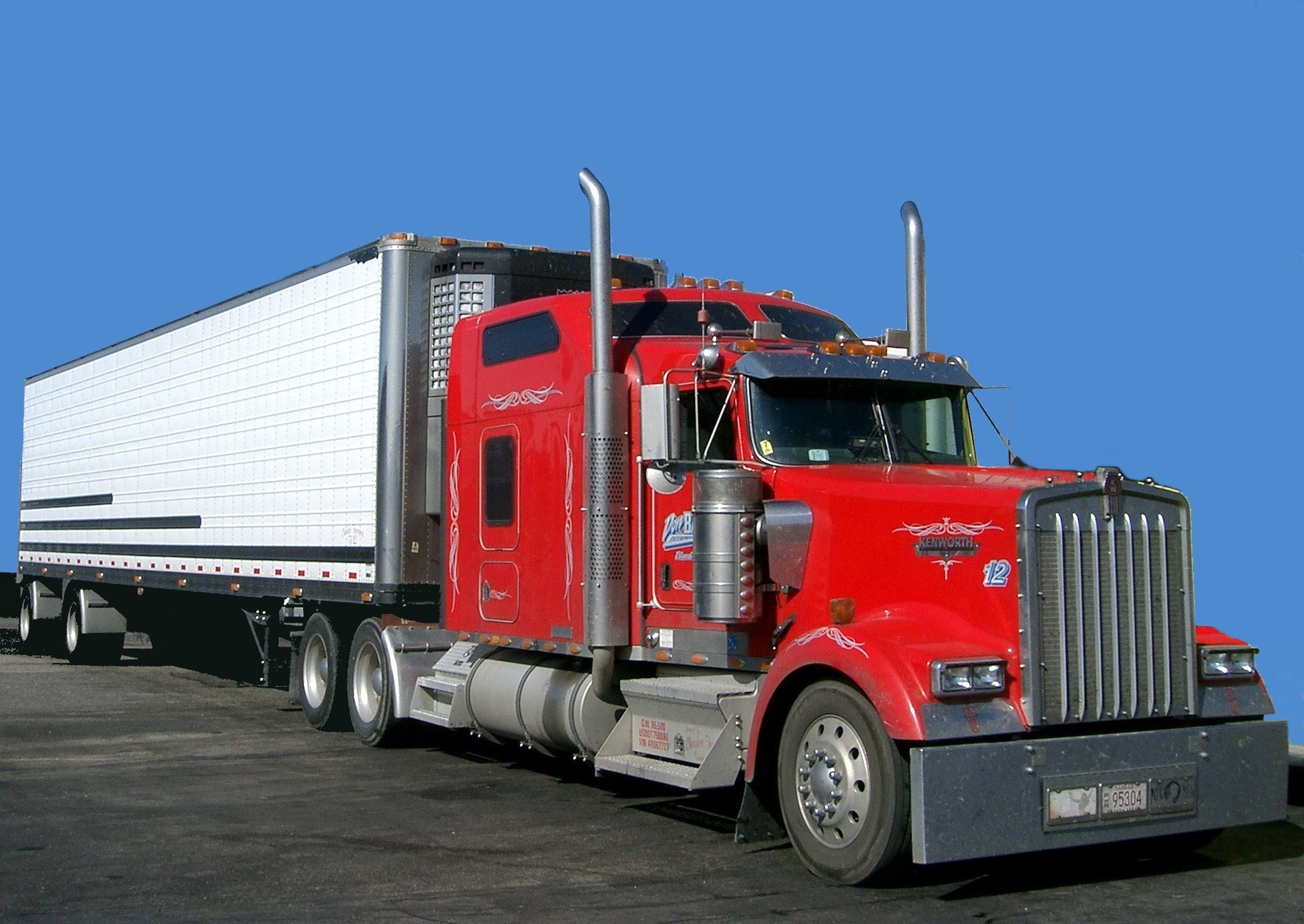
Kenworth W 900, Bj. ca. 1985, ab 240 PS
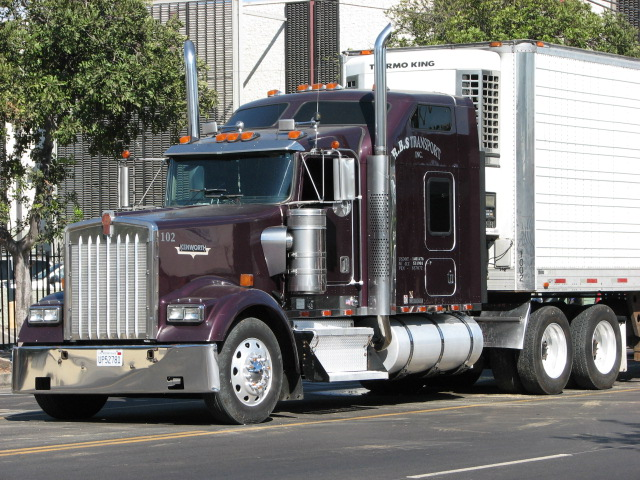
Kenworth W 900 L, Bj. ab 1989, Caterpillar o. Cummins bis 600 PS
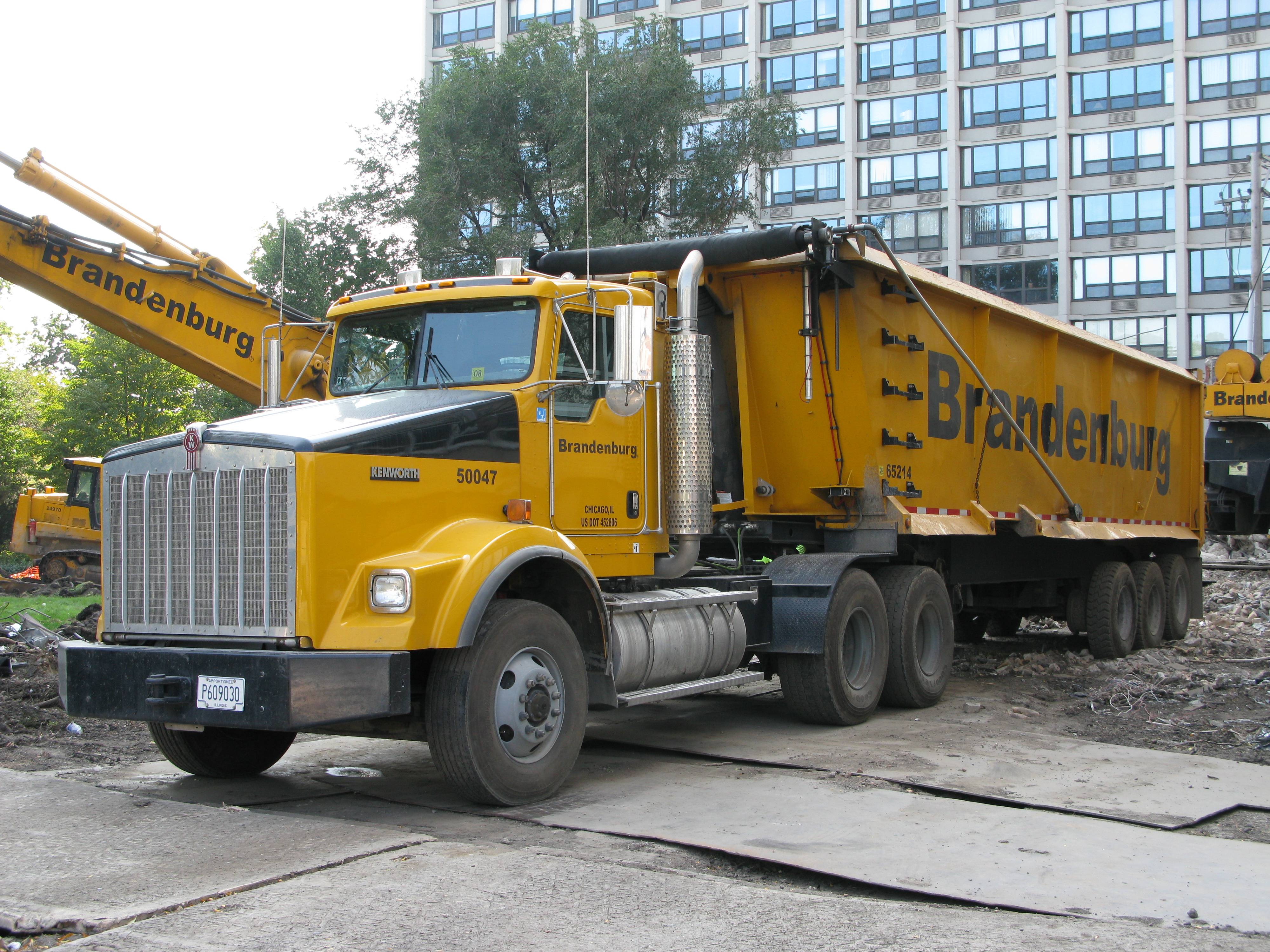
Kenworth T800
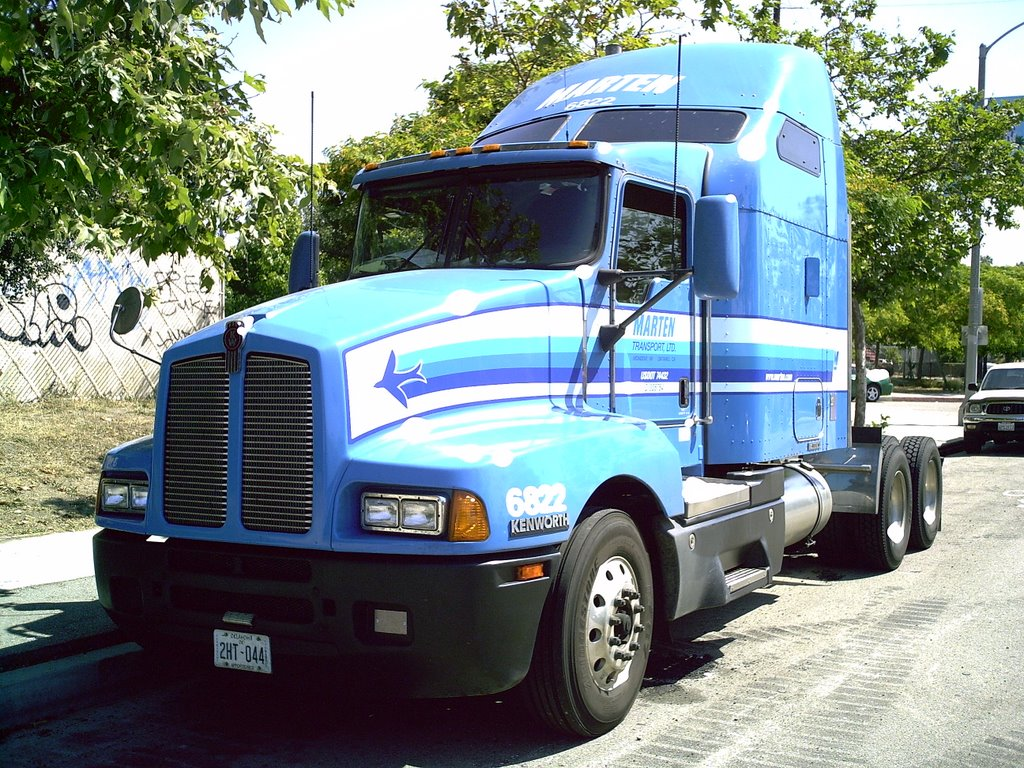
Kenworth T 600, Bj. ab 1985, bis 600 PS
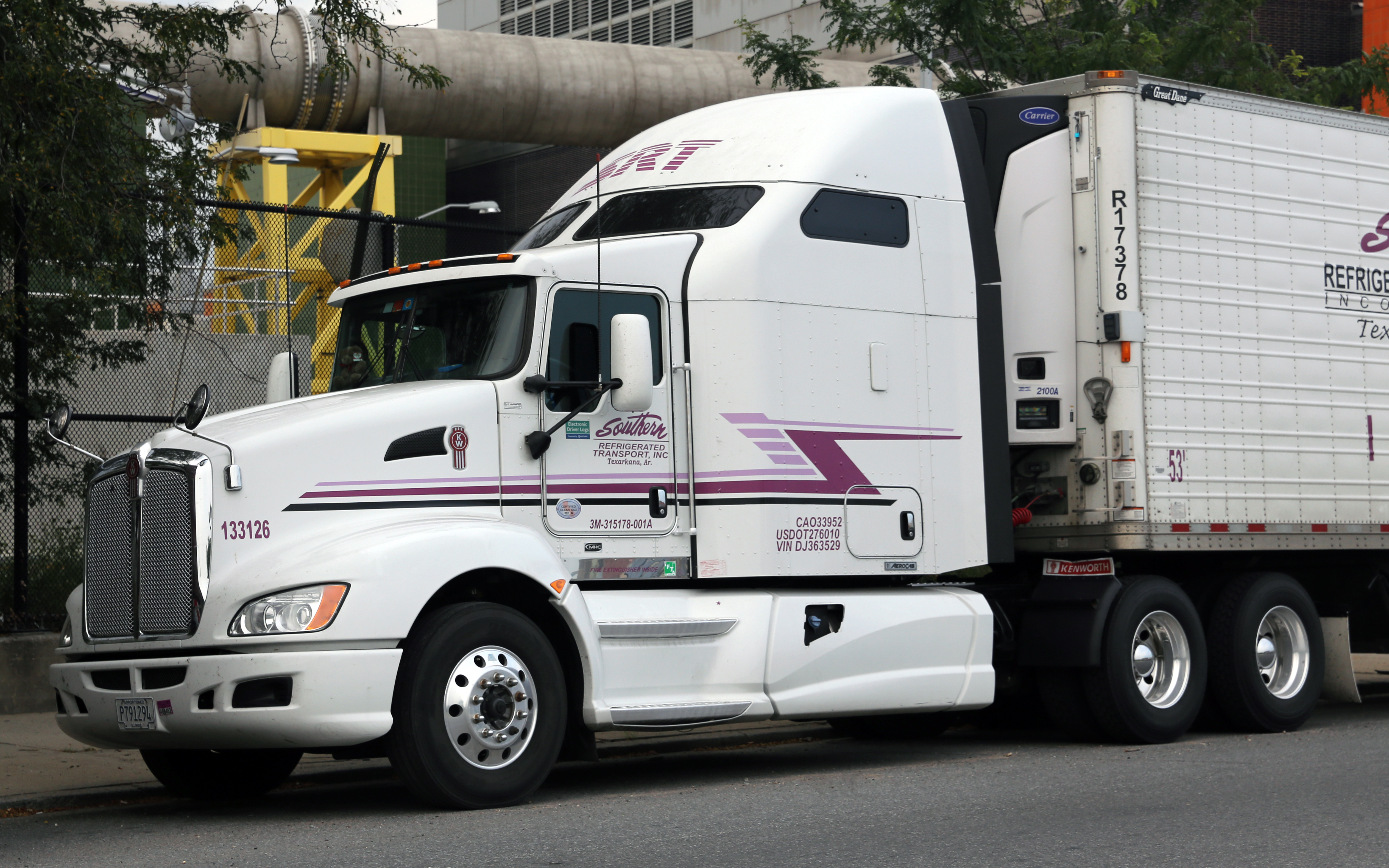
Kenworth T660
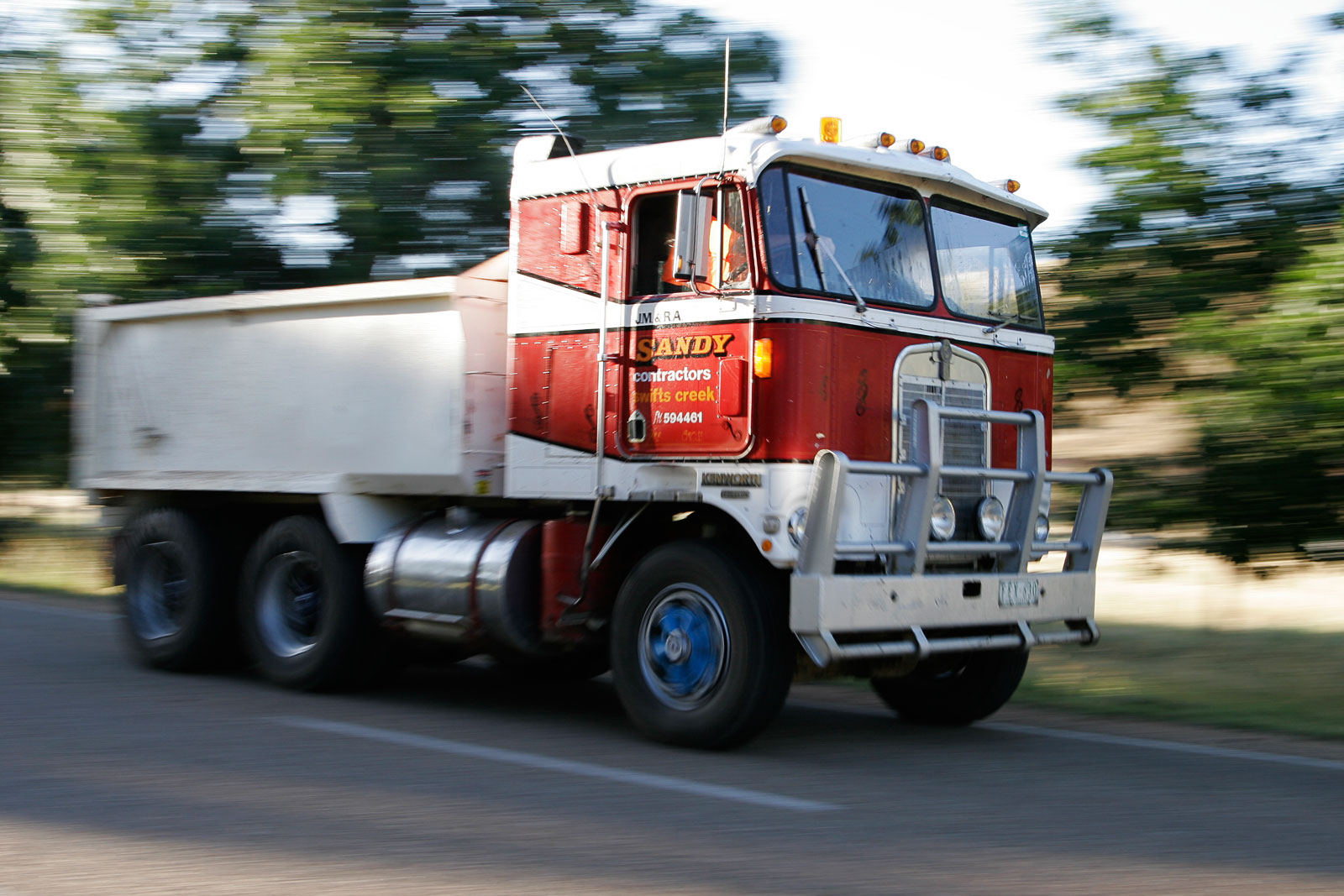
Kenworth